# The Pinnacle (Jakarta)
Pour les articles homonymes, voir The Pinnacle (homonymie).
The Pinnacle est un gratte-ciel résidentiel de 213 mètres construit en 2008 à Jakarta en Indonésie